# Элкское озеро
Элкское озеро — озеро в Элкском повяте в ПольшеОбъём воды — 57,42 км³.. 
Берега в основном низкие и безлесные. Сужение разделяет озеро на две части: северную (Małe Ełckie) и южную (Duże Ełckie). На острове, который связан мостами и дорогой с материком, находится замок Тевтонского ордена. На берегах расположены город Элк и деревни Хрусцеле и Бараны.